# Віцлав III
Віцлав III (*д/н —934) — верховний князь ободритів у 888—934 роках.

## Життєпис
Походив з династії Мстівоя. Молодший син Мстівоя I. Про його матір нічого невідомо. На думку низки дослідників був сином молодшої або другої дружини батька. Деякий час виховувався серед родичів з племені велетів. Можливо, був на о. Рюген.
У 888 році після смерті свого брата Аріберта III успадкував титул верховного князя ободритів. Продовжив політику попередників щодо звільнення від залежності з боку Східно-Франкського королівства.
Посиленню Віцлава III сприяло послаблення франкських королівств, які боролися між собою, а їхні королі з династії Каролінгів повсякчас намагалися відновити єдність Франкської імперії, що призвело до постійних війн. Водночас з 906 року землі Східно-Франкського королівства стало зазнавати нападів угорців.
Поступово Віцлав III перейшов у наступ: ободріти здійснювали численні походи на прилабські землі. У 916 році було сплюндровано Данську марку (сучасний Гольштейн). Успішні походи Віцлава III тривали до 919 року, коли на трон зійшов Генріх I Птахолов з Саксонської династії, що став засновником королівства Німеччина. За цього короля було завдано поразки угорцям. 
Після цього Віцлав III стикнувся з нападами німецьких військ. Для спротиву він уклав союз з князями лютичів. Втім у 928 році війська Генріха I напали на ободритів на схід від Лаби (Ельби). Віцлав III зазнав поразки. Землі ободритів було сплюндровано Багато ободрітів було захоплено й продані в рабство в арабські держави. Проте Віцлав III продовжував боротьбу до 929 року, коли остаточно зазнав поразки. У 930 році Віцлав III визнав зверхність Німеччини.
У 934 році брав участь у поході Генріха I Птахолова проти данців. Помер Віцлав III під час або після цього походу. Невдовзі владу над ободритами перебрали брати Након та Стоїгнєв.